# Bild- och funktionsmedicin
Bild- och funktionsmedicin är ett område inom medicinen som ägnar sig åt patientbunden diagnostik där patienten är närvarande, oftast med avancerad medicinteknisk utrustning. Många undersökningar baseras på avbildning av människokroppen, men även rena funktionsundersökningar som EKG/arbetsprov, tryck- och flödesmätningar ingår, liksom elektrisk registrering av nervsignaler inom neurofysiologi. I Sverige görs flertalet bild- och funktionsmedicinska undersökningar vid specialiserade verksamheter inom radiologi, klinisk fysiologi, nuklearmedicin och klinisk neurofysiologi, men vissa moment eller undersökningstyper görs ibland inom andra delar av sjukvården. Bild- och funktionsmedicin var tidigare också benämningen på en medicinsk specialitet.

## Vanliga bild- och funktionsmedicinska undersökningar
- Röntgenundersökning
- Datortomografi
- Magnetisk resonanstomografi
- Ekokardiografi
- Sonografi (ultraljudsundersökning)
- EKG (elektrokardiografi)
- Arbetsprov
- Blodtrycksmätning
- Koronarangiografi (kranskärlsröntgen)